# Cincinnati Masters 2001
Il Cincinnati Masters 2001 è stato un torneo di tennis giocato sul cemento. È stata la 100ª edizione del Cincinnati Masters, che fa parte della categoria ATP Masters Series nell'ambito dell'ATP Tour 2001. Il torneo si è giocato a Cincinnati in Ohio negli USA, dal 6 al 12 agosto 2001.

## Campioni

### Singolare
Gustavo Kuerten ha battuto in finale  Patrick Rafter con il punteggio di 6–1, 6–3

### Doppio
Mahesh Bhupathi /  Leander Paes hanno battuto in finale  Martin Damm /  David Prinosil  7–6, 6–3